# Oftàlmia neonatal
La oftàlmia neonatal és una malaltia d'un embrió que ve provocada per algun tipus de malaltia sexual, com la gonorrea o la clamidiosi, que pateix la seva progenitora durant l'embaràs.